# Стефано Пульєзе
Стефано Пульєзе (італ. Stefano Pugliese, 12 квітня 1901, Катандзаро - 22 серпня 1978, Чиро) - італійський адмірал, учасник Другої світової війни, нагороджений Золотою медаллю «За військову доблесть».

## Біографія
Стефано Пульєзе народився 12 квітня 1901 року в Катандзаро. У 1915 році вступив до Військово-морської академії в Ліворно, яку закінчив у 1920 році в званні гардемарина. Протягом 1921-1923 років у званні молодшого лейтенанта здійснив навколосвітній похід на борту крейсера «Лібія».
У 1925 році отримав звання лейтенанта. Ніс службу на лінкорах як спеціаліст з артилерії. У лютому 1934 року був призначений капітаном підводного човна «Нереїде». У грудні того ж року отримав звання капітана III рангу і був призначений начальником артилерії на крейсері «Пола». Згодом був призначений капітаном підводного човна «Балілла», на борту якого здійснив низку місій під час громадянської війни в Іспанії.

### Друга світова війна
У 1939 році Стефано Пульєзе отримав звання капітана II рангу і був призначений помічником капітана крейсера «Джузеппе Гарібальді». Після вступу Італії у Другу світову війну на його борту брав участь в бою біля Калабрії. 
У листопаді 1940 року був призначений капітаном застарілого крейсера «Сан-Джорджо», що здійснював протиповітряну оборону Тобрука а Лівії.
22 січня 1941 року «Сан-Джорджо» був пошкоджений британською авіацією і для уникнення затоплення посаджений на мілину. Перед здачею Тобрука корабель був затоплений на мілководді. Стефано Пульєзе останнім покинув борт корабля незадовго до підриву вибухівки, закладеної на кораблі, отримавши при цьому поранення.За це він був нагороджений Золотою медаллю «За військову доблесть» і у грудні 1942 року отримав звання капітана I рангу.
Наступного дня після затоплення корабля Стефано Пульєзе потрапив у полон до британців. Після лікування вн був поміщений у табір військовополонених у місті Йов в Індії.

### Післявоєнний період
Стефано Пульєзе повернувся на батьківщину після закінчення війни. Обіймав різні посади, зокрема був начальником штабу 5-ї морської дивізії, командував крейсером «Раймондо Монтекукколі», арсеналом в Таранто.
У 1950 році отримав звання контрадмірала, у 1957 році - дивізійного адмірала, у 1957 році - ескадреного адмірала. Командував військово-морською базою на Сицилії, потім 2-ю морською дивізією. У 1959 році був призначений командувачем Військово-морського департаменту іонічного моря та Отранто. У 1962 році призначений командувачем військово-морських сил НАТО в центральному Середземномор'ї. 
У 1964 році вийшов у відставку у зв'язку із досягненням граничного віку служби. Помер 22 серпня 1978 року в Чиро.

## Нагороди
- Золота медаль «За військову доблесть»
- Хрест «За військову доблесть» (нагороджений тричі)
- Офіцер ордена Корони Італії
- Кавалер ордена Святих Маврикія і Лазаря
- Кавалер Великого хреста Ордена «За заслуги перед Італійською Республікою»